# Matteo Politano
Matteo Politano (Roma, 3 agosto 1993) è un calciatore italiano, attaccante del Napoli e della nazionale italiana.

## Biografia
Ha origini calabresi, più precisamente di Fiumefreddo Bruzio (CS). Sposatosi nel giugno del 2018 con Silvia Di Vincenzo, si fidanza in seguito con la PR Ginevra Sozzi. Il 17 giugno 2021 nasce la loro prima figlia, Giselle. Nel 2025, dopo due anni di fidanzamento, si sposa con la napoletana Alessandra Esposito.

## Caratteristiche tecniche
Mancino, sa destreggiarsi anche col piede destro. Ricopre principalmente il ruolo di ala destra, ma può giocare anche come seconda punta o come esterno di centrocampo. Dotato di buona tecnica, velocità e agilità, è abile nell'effettuare dribbling, cerca frequentemente la conclusione da fuori area e il cross. Sa anche disorientare gli avversari tramite finte, oltre che inserirsi in area di rigore. Predilige tagliare da destra verso il centro per poi aprirsi lo spazio per il tiro o la rifinitura, oltre a cercare spesso di effettuare passaggi verticali.

## Carriera

### Club

#### Gli inizi, Perugia e Pescara
Cresciuto nel settore giovanile della Polisportiva Selva Candida, viene poi acquistato dalla Roma, con cui, nella stagione 2009-2010, vince un Campionato Allievi. Nelle due annate successive con la Primavera giallorossa conquista il Campionato e la Coppa Italia di categoria.
Nella stagione 2012-2013 viene ceduto in prestito al Perugia, con cui segna 8 gol in 28 presenze nel campionato di Lega Pro Prima Divisione e una rete in 2 partite nei play-off per la promozione in Serie B. Il 1º luglio 2013 passa in comproprietà al Pescara. Segna il suo primo gol in carriera in Serie B il 30 settembre 2013, nella partita pareggiata per 1-1 sul campo del Cesena. Conclude la sua prima stagione con i biancoazzurri totalizzando 31 presenze e 6 reti.
Il 25 giugno 2015, data ultima per la scadenza delle comproprietà, la Roma si aggiudica il giocatore alle buste.

#### Sassuolo
Il 2 luglio 2015 viene ufficializzato il suo passaggio in prestito con diritto di riscatto al Sassuolo per circa 3,5 milioni di euro. Debutta in Serie A il 23 agosto seguente, a 22 anni, nel corso della partita vinta 2-1 dai neroverdi contro il Napoli. Realizza il suo primo gol nella massima serie il successivo 20 settembre, in Roma-Sassuolo (2-2), proprio contro la squadra detentrice del suo cartellino, oltre a fornire l'assist a Grégoire Defrel per l'altro gol dei neroverdi. Il 20 marzo 2016 segna il suo secondo gol in campionato contro l'Udinese (1-1). Si ripete l'8 maggio seguente, siglando il suo terzo gol in campionato e condannando così il Frosinone alla retrocessione in Serie B. All'ultima giornata sigla una doppietta nel 3-1 ai danni dell'Inter, consentendo al club emiliano di qualificarsi per la prima volta nella sua storia in Europa League. Dopo 5 reti in 28 partite, il 20 maggio viene ufficialmente riscattato dal Sassuolo.
Il 28 luglio 2016 fa il suo debutto nelle competizione europee, in occasione del terzo turno preliminare di Europa League contro il Lucerna, subentrando a Nicola Sansone. Realizza il suo primo gol in ambito continentale il 18 agosto seguente, siglando il provvisorio 2-0 nel match casalingo contro la Stella Rossa, terminato col risultato di 3-0 e valido per l'andata del play-off di Europa League.
Nella stagione 2017-2018 risulta determinante per la salvezza dei neroverdi, realizzando 11 reti e 4 assist in stagione. Tra i gol va segnalato quello del 6 maggio 2018, che consente al Sassuolo di battere 1-0 la Sampdoria e di conquistare matematicamente la permanenza in Serie A.

#### Inter
Il 30 giugno 2018 viene ufficializzato il suo passaggio all'Inter in prestito con diritto di riscatto. Esordisce in maglia nerazzurra il 19 agosto seguente, in occasione della trasferta sul campo del Sassuolo, mentre un mese più tardi fa il suo esordio in Champions League, nella vittoria interna per 2-1 contro il Tottenham. Il successivo 29 settembre sigla la sua prima rete in maglia nerazzurra nella vittoria casalinga contro il Cagliari (2-0). Nel corso della stagione si guadagna un posto da titolare, e il 21 febbraio 2019 trova la sua prima rete in Europa League, nella sfida di ritorno dei sedicesimi di finale contro il Rapid, vinta per 4-0. Mette insieme 48 presenze e 6 gol totali nella sua prima stagione in nerazzurro.
Il 19 giugno 2019 viene quindi riscattato ufficialmente dal club meneghino. Tuttavia, sotto la gestione del nuovo allenatore Conte trova meno spazio rispetto all'annata precedente con Spalletti, complice anche un infortunio rimediato contro il Borussia Dortmund che lo tiene fuori per un mese.

#### Napoli
Il 28 gennaio 2020 si trasferisce al Napoli in prestito biennale (2,5 milioni di euro) con obbligo di riscatto (19 milioni di euro, più 2 di bonus), che sarebbe scattato con un anno d'anticipo nel caso in cui il Napoli avesse conquistato almeno un punto in campionato a partire dal 1º febbraio 2021 oppure se, partendo ugualmente da tale data, il calciatore avesse collezionato almeno una presenza col club nella stessa competizione. Esordisce con i partenopei il 3 febbraio, in occasione del successo per 4-2 in casa della Sampdoria. Il successivo 17 giugno disputa da subentrato la finale di Coppa Italia contro la Juventus, vinta 4-2 dopo i tiri di rigore: nell'occasione, realizza il rigore del 2-0. Il primo gol in campionato con la maglia del Napoli lo trova il 19 luglio seguente, contro l'Udinese, siglando la rete del decisivo 2-1 in favore dei partenopei.
La stagione successiva si rivela positiva per Politano, che riesce ad eguagliare il suo record personale di segnature (raggiunto nell'annata 2017-2018 con la maglia del Sassuolo) grazie ai suoi 11 gol complessivi, di cui 9 in campionato, 1 in Coppa Italia e 1 in Europa League. Nella stessa stagione, in seguito alla presenza ottenuta nella partita disputata in trasferta contro il Genoa il 6 febbraio 2021, il calciatore viene ufficialmente riscattato.
Il 14 settembre del 2022 segna il suo primo gol in Champions League, aprendo le marcature su calcio di rigore nella vittoria per 3-0 ad Ibrox contro il Rangers. Il 17 febbraio 2023, in occasione dell'incontro sul campo del Sassuolo, valido per la 23ª giornata di campionato e terminato 0-2 per i partenopei, festeggia la 135ª presenza col Napoli, che gli permette di entrare nella top 100 delle presenze azzurre all-time, superando Bagni e agganciando Zola. Il 4 maggio seguente, in virtù del pareggio per 1-1 del Napoli contro l'Udinese, si aggiudica il primo scudetto della sua carriera.
L'annata successiva si rivela molto negativa per i partenopei, che chiudono il campionato al 10º posto, mancando per la prima volta dopo 14 anni la qualificazione alle coppe europee. Ciò nonostante, il rendimento di Politano è uno dei pochi a mantenersi su buoni livelli: sono infatti 9 le reti e 10 gli assist realizzati dall'esterno italiano in 48 presenze complessive.
La stagione 2024-2025 vede l'arrivo sulla panchina azzurra di Antonio Conte, già allenatore di Politano ai tempi dell'Inter. A differenza della parentesi meneghina, però, il tecnico leccese conferma l'attaccante come uno dei pilastri della sua squadra, elogiandone soprattutto l'applicazione e lo spirito di sacrificio dimostrati in campo. Chiude l'annata collezionando 3 gol e 5 assist in 39 presenze complessive, risultando uno dei protagonisti del trionfo in campionato dei partenopei, che vincono il quarto scudetto della loro storia; l'esterno romano si laurea così per la seconda volta campione d'Italia in maglia azzurra, a distanza di due anni dall'ultimo successo.

### Nazionale
Dopo aver militato nelle selezioni Under-19 e Under-20, il 14 agosto 2013 fa il suo debutto per l'Italia under 21, giocando da titolare nella partita amichevole vinta per 4-1 contro i pari età della Slovacchia; il successivo 14 novembre gioca da titolare contro i pari età dell'Irlanda del Nord, nella sua seconda e ultima partita in Under-21, valida per le qualificazioni all'Europeo di categoria del 2015.
Riceve la prima convocazione in nazionale maggiore in occasione della gara contro il Liechtenstein dell'11 novembre 2016, valida per le qualificazioni al campionato del mondo 2018, ma il CT Gian Piero Ventura non lo schiera in campo. Esordisce il 28 maggio 2018, a 24 anni, giocando titolare nell'amichevole vinta 2-1 contro l'Arabia Saudita, prima partita del CT Roberto Mancini. Alla sua seconda presenza, il 20 novembre 2018, dopo essere entrato in campo da pochi minuti, realizza al 94' il suo primo gol in nazionale, nella partita amichevole vinta per 1-0 contro gli Stati Uniti a Genk.
Dopo due anni di assenza, torna in nazionale il 28 maggio 2021, segnando una doppietta nell’amichevole vinta per 7-0 contro San Marino a Cagliari. Viene successivamente inserito tra i pre-convocati per l’Europeo, ma infine viene escluso dalla lista definitiva.

## Statistiche

### Presenze e reti nei club
Statistiche aggiornate al 1º luglio 2025.
| Stagione        | Squadra         | Campionato      | Campionato | Campionato | Coppe nazionali | Coppe nazionali | Coppe nazionali | Coppe continentali | Coppe continentali | Coppe continentali | Altre coppe | Altre coppe | Altre coppe | Totale | Totale |
| Stagione        | Squadra         | Comp            | Pres       | Reti       | Comp            | Pres            | Reti            | Comp               | Pres               | Reti               | Comp        | Pres        | Reti        | Pres   | Reti   |
| --------------- | --------------- | --------------- | ---------- | ---------- | --------------- | --------------- | --------------- | ------------------ | ------------------ | ------------------ | ----------- | ----------- | ----------- | ------ | ------ |
| 2012-2013       | Perugia         | 1D              | 28+2       | 8+0        | CI+CI-LP        | 3+2             | 0+2             | -                  | -                  | -                  | -           | -           | -           | 35     | 10     |
| 2013-2014       | Pescara         | B               | 31         | 6          | CI              | 1               | 0               | -                  | -                  | -                  | -           | -           | -           | 32     | 6      |
| 2014-2015       | Pescara         | B               | 41+5       | 5+1        | CI              | 3               | 0               | -                  | -                  | -                  | -           | -           | -           | 49     | 6      |
| Totale Pescara  | Totale Pescara  | Totale Pescara  | 77         | 12         |                 | 4               | 0               |                    | -                  | -                  |             | -           | -           | 81     | 12     |
| 2015-2016       | Sassuolo        | A               | 28         | 5          | CI              | 1               | 0               | -                  | -                  | -                  | -           | -           | -           | 29     | 5      |
| 2016-2017       | Sassuolo        | A               | 32         | 5          | CI              | 1               | 0               | UEL                | 9                  | 3                  | -           | -           | -           | 42     | 8      |
| 2017-2018       | Sassuolo        | A               | 36         | 10         | CI              | 3               | 1               | -                  | -                  | -                  | -           | -           | -           | 39     | 11     |
| Totale Sassuolo | Totale Sassuolo | Totale Sassuolo | 96         | 20         |                 | 5               | 1               |                    | 9                  | 3                  |             | -           | -           | 110    | 24     |
| 2018-2019       | Inter           | A               | 36         | 5          | CI              | 2               | 0               | UCL+UEL            | 6+4                | 0+1                | -           | -           | -           | 48     | 6      |
| 2019-gen. 2020  | Inter           | A               | 11         | 0          | CI              | 0               | 0               | UCL                | 4                  | 0                  | -           | -           | -           | 15     | 0      |
| Totale Inter    | Totale Inter    | Totale Inter    | 47         | 5          |                 | 2               | 0               |                    | 14                 | 1                  |             | -           | -           | 63     | 6      |
| gen.-giu. 2020  | Napoli          | A               | 15         | 2          | CI              | 3               | 0               | UCL                | 2                  | 0                  | -           | -           | -           | 20     | 2      |
| 2020-2021       | Napoli          | A               | 37         | 9          | CI              | 4               | 1               | UEL                | 8                  | 1                  | SI          | 1           | 0           | 50     | 11     |
| 2021-2022       | Napoli          | A               | 33         | 3          | CI              | 1               | 0               | UEL                | 5                  | 2                  | -           | -           | -           | 39     | 5      |
| 2022-2023       | Napoli          | A               | 27         | 3          | CI              | 1               | 0               | UCL                | 9                  | 1                  | -           | -           | -           | 37     | 4      |
| 2023-2024       | Napoli          | A               | 37         | 8          | CI              | 1               | 0               | UCL                | 8                  | 1                  | SI          | 2           | 0           | 48     | 9      |
| 2024-2025       | Napoli          | A               | 37         | 3          | CI              | 2               | 0               | -                  | -                  | -                  | -           | -           | -           | 39     | 3      |
| 2025-2026       | Napoli          | A               | -          | -          | CI              | -               | -               | UCL                | -                  | -                  | SI          | -           | -           | -      | -      |
| Totale Napoli   | Totale Napoli   | Totale Napoli   | 186        | 28         |                 | 12              | 1               |                    | 32                 | 5                  |             | 3           | 0           | 233    | 34     |
| Totale carriera | Totale carriera | Totale carriera | 436        | 73         |                 | 28              | 4               |                    | 55                 | 9                  |             | 3           | 0           | 522    | 86     |

### Cronologia presenze e reti in nazionale
| Cronologia completa delle presenze e delle reti in nazionale ― Italia | Cronologia completa delle presenze e delle reti in nazionale ― Italia | Cronologia completa delle presenze e delle reti in nazionale ― Italia | Cronologia completa delle presenze e delle reti in nazionale ― Italia | Cronologia completa delle presenze e delle reti in nazionale ― Italia | Cronologia completa delle presenze e delle reti in nazionale ― Italia | Cronologia completa delle presenze e delle reti in nazionale ― Italia | Cronologia completa delle presenze e delle reti in nazionale ― Italia |
| Data                                                                  | Città                                                                 | In casa                                                               | Risultato                                                             | Ospiti                                                                | Competizione                                                          | Reti                                                                  | Note                                                                  |
| --------------------------------------------------------------------- | --------------------------------------------------------------------- | --------------------------------------------------------------------- | --------------------------------------------------------------------- | --------------------------------------------------------------------- | --------------------------------------------------------------------- | --------------------------------------------------------------------- | --------------------------------------------------------------------- |
| 28-5-2018                                                             | San Gallo                                                             | Italia                                                                | 2 – 1                                                                 | Arabia Saudita                                                        | Amichevole                                                            | -                                                                     | 73’                                                                   |
| 20-11-2018                                                            | Genk                                                                  | Italia                                                                | 1 – 0                                                                 | Stati Uniti                                                           | Amichevole                                                            | 1                                                                     | 86’                                                                   |
| 26-3-2019                                                             | Parma                                                                 | Italia                                                                | 6 – 0                                                                 | Liechtenstein                                                         | Qual. Euro 2020                                                       | -                                                                     |                                                                       |
| 28-5-2021                                                             | Cagliari                                                              | Italia                                                                | 7 – 0                                                                 | San Marino                                                            | Amichevole                                                            | 2                                                                     | 46’                                                                   |
| 4-6-2022                                                              | Bologna                                                               | Italia                                                                | 1 – 1                                                                 | Germania                                                              | UEFA Nations League 2022-2023 - 1º turno                              | -                                                                     | 65’                                                                   |
| 7-6-2022                                                              | Cesena                                                                | Italia                                                                | 2 – 1                                                                 | Ungheria                                                              | UEFA Nations League 2022-2023 - 1º turno                              | -                                                                     | 75’                                                                   |
| 14-6-2022                                                             | Mönchengladbach                                                       | Germania                                                              | 5 – 2                                                                 | Italia                                                                | UEFA Nations League 2022-2023 - 1º turno                              | -                                                                     | 44’                                                                   |
| 20-11-2022                                                            | Vienna                                                                | Austria                                                               | 2 – 0                                                                 | Italia                                                                | Amichevole                                                            | -                                                                     | 46’                                                                   |
| 23-3-2023                                                             | Napoli                                                                | Italia                                                                | 1 – 2                                                                 | Inghilterra                                                           | Qual. Euro 2024                                                       | -                                                                     | 62’                                                                   |
| 26-3-2023                                                             | Ta' Qali                                                              | Malta                                                                 | 0 – 2                                                                 | Italia                                                                | Qual. Euro 2024                                                       | -                                                                     |                                                                       |
| 9-9-2023                                                              | Skopje                                                                | Macedonia del Nord                                                    | 1 – 1                                                                 | Italia                                                                | Qual. Euro 2024                                                       | -                                                                     | 46’                                                                   |
| 20-11-2023                                                            | Leverkusen                                                            | Ucraina                                                               | 0 – 0                                                                 | Italia                                                                | Qual. Euro 2024                                                       | -                                                                     | 71’ 90+2’                                                             |
| 20-3-2025                                                             | Milano                                                                | Italia                                                                | 1 – 2                                                                 | Germania                                                              | UEFA Nations League 2024-2025 - Quarti di finale                      | -                                                                     | 64’                                                                   |
| 23-3-2025                                                             | Dortmund                                                              | Germania                                                              | 3 – 3                                                                 | Italia                                                                | UEFA Nations League 2024-2025 - Quarti di finale                      | -                                                                     | 46’                                                                   |
| Totale                                                                |                                                                       | Presenze                                                              | 14                                                                    |                                                                       | Reti                                                                  | 3                                                                     |                                                                       |

| Cronologia completa delle presenze e delle reti in nazionale ― Italia under 21 | Cronologia completa delle presenze e delle reti in nazionale ― Italia under 21 | Cronologia completa delle presenze e delle reti in nazionale ― Italia under 21 | Cronologia completa delle presenze e delle reti in nazionale ― Italia under 21 | Cronologia completa delle presenze e delle reti in nazionale ― Italia under 21 | Cronologia completa delle presenze e delle reti in nazionale ― Italia under 21 | Cronologia completa delle presenze e delle reti in nazionale ― Italia under 21 | Cronologia completa delle presenze e delle reti in nazionale ― Italia under 21 |
| Data                                                                           | Città                                                                          | In casa                                                                        | Risultato                                                                      | Ospiti                                                                         | Competizione                                                                   | Reti                                                                           | Note                                                                           |
| ------------------------------------------------------------------------------ | ------------------------------------------------------------------------------ | ------------------------------------------------------------------------------ | ------------------------------------------------------------------------------ | ------------------------------------------------------------------------------ | ------------------------------------------------------------------------------ | ------------------------------------------------------------------------------ | ------------------------------------------------------------------------------ |
| 14-8-2013                                                                      | Senec                                                                          | Slovacchia under 21                                                            | 1 – 4                                                                          | Italia under 21                                                                | Amichevole                                                                     | -                                                                              | 63’                                                                            |
| 14-11-2013                                                                     | Reggio Emilia                                                                  | Italia under 21                                                                | 3 – 0                                                                          | Irlanda del Nord under 21                                                      | Qual. Europeo Under-21 2015                                                    | -                                                                              | 54’                                                                            |
| Totale                                                                         |                                                                                | Presenze                                                                       | 2                                                                              |                                                                                | Reti                                                                           | 0                                                                              |                                                                                |

## Palmarès

### Competizioni giovanili
- Campionato Primavera: 1

Roma: 2010-2011
- Coppa Italia Primavera: 1

Roma: 2011-2012

### Competizioni nazionali
- Coppa Italia: 1

Napoli: 2019-2020
- Campionato italiano: 2

Napoli: 2022-2023, 2024-2025